# Walter Schottky
Walter Hans Schottky (Zürich, 23 juli 1886 — Pretzfeld, 4 maart 1976) was een Duitse natuurkundige die in 1915 de tetrode (een triode verbeterd met een schermrooster) uitvond en in 1919 een radiobuis met twee roosters toepaste voor superheterodyne radio-ontvangst, toen hij werkte voor Siemens. In 1938 formuleerde Schottky een theorie die het Schottky-effect voorspelde zoals dat nu in schottkydiodes wordt toegepast. Hij is ook bekend in de materiaalkunde door de ontdekking van het naar hem vernoemd roosterdefect; het Schottky-defect.

Het Schottky-defect in een kristalrooster

## Biografie
Schottky's vader, de wiskundige Friedrich Hermann Schottky (1851-1935), werd in 1882 benoemd tot hoogleraar wiskunde aan de Universiteit van Zürich, vier jaar voordat Walter werd geboren. In 1892 keerde het gezin terug naar Duitsland waar zijn vader een betrekking aannam aan de Universiteit van Marburg.
Na de middelbare school in Marburg en Steglitz studeerde hij vanaf 1904 natuurkunde aan de Humboldtuniversiteit te Berlijn. Hij promoveerde in 1912 bij Max Planck en Heinrich Rubens op het proefschrift getiteld: "Zur relativtheoretischen Energetik und Dynamik". Na zijn promotie ging hij naar het Natuurkundig Instituut van de Universiteit van Jena dat onder leiding stond van Max Wien.
Van 1914 tot 1916 was hij terug aan de Humboldtuniversiteit om zijn habilitatie te behalen. Hij besloot echter over te stappen naar de industrie en ging in 1916 voor Siemens te werken. In 1919 hervatte hij zijn poging om zich als hoogleraar te kwalificeren zonder zijn relatie bij Siemens op te geven. In 1920 diende hij zijn habilitatieproefschrift "Thermodynamik der seltenen Zustande in Dampfraum" in bij de Universiteit van Wurzburg.
Van 1923 tot 1927 was Schottly hoogleraar Theoretische Natuurkunde aan de Universiteit van Rostock. Daarna keerde hij terug naar Siemens & Halske in Berlijn, waar hij werkte in het wetenschappelijke laboratorium. Hij deed daar fundamenteel onderzoek op het gebied van halfgeleiderfysica en elektronica. Zijn onderzoeksgroep verhuisde tijdens de Tweede Wereldoorlog naar het frankische Pretzfeld. Dit was ook de aanleiding voor de oprichting van een Siemens-laboratorium in het kasteel in Pretzfeld in 1946. De natuurkundige woonde tot aan zijn dood in 1976 in deze stad.

## Erkenning
Schottky werd in 1936 onderscheiden met de Hughes-medaille van de Royal Society voor zijn ontdekking van het Schrot-effect (spontane stroomvariaties in hoog-vacuüm buizen, door hem het "Schrot-effect" genoemd, ofwel het "small shot effect") bij thermionische emissie en zijn uitvinding van de tetrodebuis en een superheterodyne-methode voor de ontvangst van radiogolven.
In 1964 ontving hij de Werner von Siemensring ter ere van zijn fundamentele werk voor het natuurkundige begrijpelijk maken van vele verschijnselen welke leiden tot talrijke belangrijke toepassingen, waaronder buizenontvangers en halfgeleider-elektronica.
1. ↑  https://www.deutsche-biographie.de/gnd118759183.html.